# Changement climatique et sécurité alimentaire en Afrique
 (avril 2023).

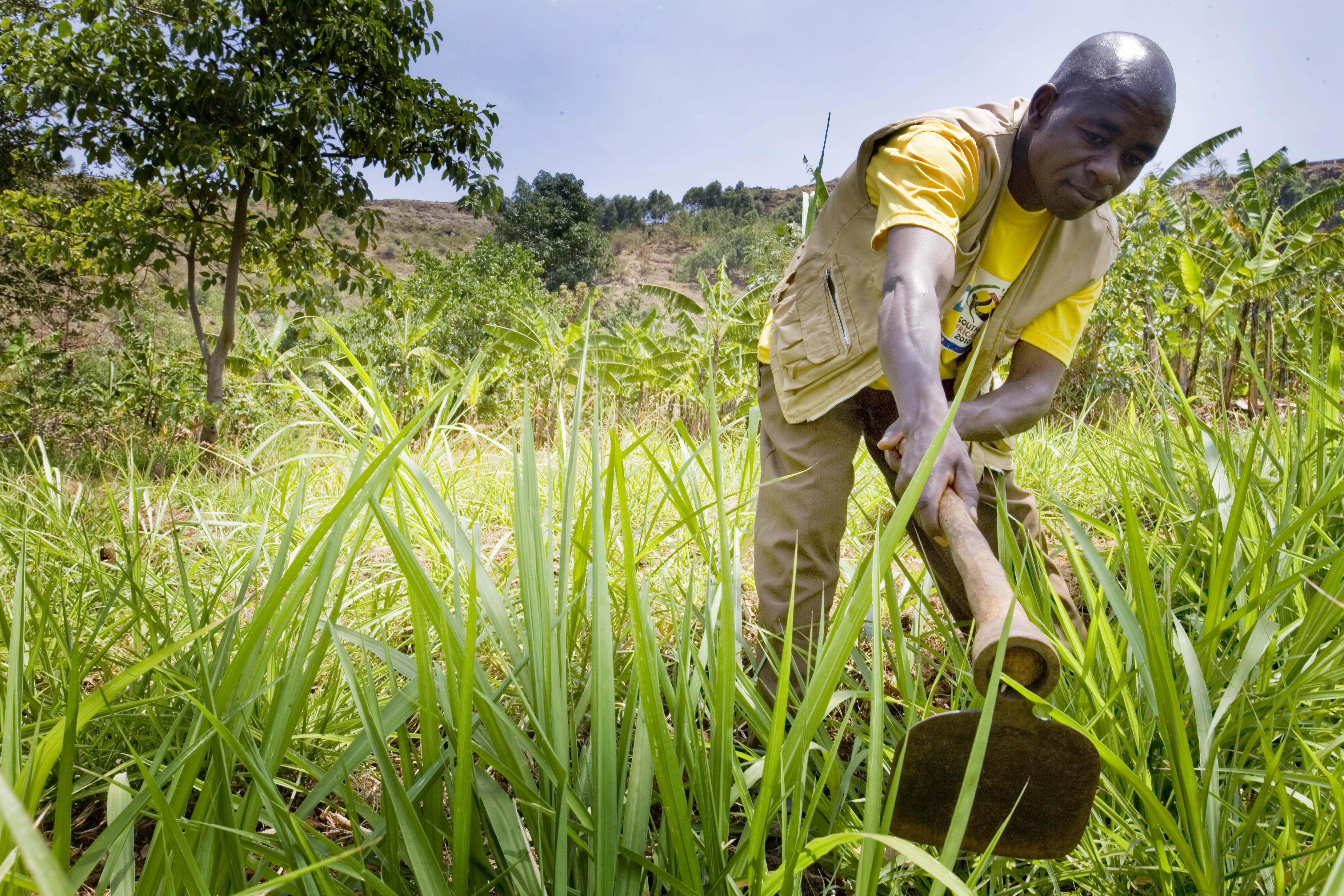
Sécurité alimentaire en Afrique : Un homme ougandais s'occupe de son jardin dans le village d'Arokwo, Kapchorwa, Ouganda en 2009 (Kate Holt/AusAID)

Les effets climatiques du changement climatique sur la disponibilité, l'utilisation et l'accessibilité des approvisionnements alimentaires en Afrique sont appelés changement climatique et sécurité alimentaire en Afrique. L'industrie agricole en Afrique subit les effets du changement climatique, qui se manifestent par une réduction des rendements des cultures, la mortalité animale et l'augmentation des prix des denrées alimentaires. Selon des rapports, le climat mondial change en raison à la fois de l'activité humaine et de la variabilité naturelle. La Convention-cadre des Nations Unies sur les changements climatiques (CCNUCC) souligne dans sa définition que le changement climatique est causé par l'activité humaine, directement ou indirectement. On a observé que les changements climatiques aux niveaux mondial, continental et sous-continental comprennent une augmentation des températures de l'air et des océans, une élévation du niveau de la mer, une diminution de l'étendue de la neige et de la glace, une augmentation et une diminution des précipitations, des changements dans les conditions terrestres et les systèmes biologiques marins et l'acidification des océans. L'agriculture africaine et le changement climatique sont étroitement liés. Des millions de personnes en Afrique dépendent de l'industrie agricole pour leur bien-être économique et leurs moyens de subsistance. Pourtant, divers facteurs liés au changement climatique, tels que la modification des régimes de précipitations, la hausse des températures, les sécheresses et les inondations, ont un impact négatif sur l'industrie agricole. L'accès de nombreuses populations africaines à la nourriture est touché par ces effets, qui comprennent la baisse des rendements des cultures, les pertes d'animaux et la hausse des prix des denrées alimentaires.

## Effets du changement climatique sur la sécurité alimentaire africaine
Le changement climatique a eu un impact significatif sur la sécurité alimentaire en Afrique. La réduction des rendements des cultures provoquée par la modification des régimes de précipitations et l'augmentation des températures est l'un des effets les plus importants. Le changement climatique a également stimulé les ravageurs et les maladies, mettant encore plus en danger la production alimentaire. De nombreux Africains ont maintenant du mal à se procurer de la nourriture en raison de la hausse des prix des denrées alimentaires provoquée par la perte des récoltes. La perte de bétail due aux maladies et à la sécheresse est un autre effet du changement climatique sur la sécurité alimentaire en Afrique. Pour de nombreuses personnes en Afrique, le bétail est une source vitale de nourriture, de revenus et de travail. "La perte d'animaux, qui a également entraîné des pertes de moyens de subsistance, a encore aggravé la situation de la sécurité alimentaire. Le changement climatique pose un sérieux défi à la sécurité alimentaire en Afrique, où les rendements agricoles ont progressivement chuté, et où la croissance démographique et la demande accrue de nourriture, d'eau et de fourrage augmentent le risque de faim et de sous-nutrition.
Les principales sources de la part de 3,6 % de l'Afrique dans les émissions mondiales de dioxyde de carbone sont le torchage du gaz au Niger et les centrales électriques au charbon en Afrique du Sud. Mais les forêts du continent disparaissent rapidement, ce qui a de terribles conséquences tant pour l'Afrique que pour le climat en général. Malgré des émissions de dioxyde de carbone très faibles par rapport à d'autres endroits, l'Afrique est plus vulnérable que les autres continents aux effets néfastes des conditions météorologiques extrêmes en raison de ses vulnérabilités uniques. Dans les régions arides et semi-arides d'Afrique de l'Ouest, les terrains secs ou désertiques représentent les trois quarts de la surface du continent. Le Sahel est une région d'Afrique orientale, d'Afrique australe et du Soudan. L'activité économique dépend des industries sensibles au climat, telles que l'agriculture pluviale, la pêche, l'exploitation minière, le pétrole et le gaz, la foresterie, le tourisme, etc. L'agriculture contribue à environ 70% de l'emploi, 30% du PIB et 50% des exportations dans une économie pluviale. L'industrie agricole sert de filet de sécurité pour les ruraux pauvres. Les gens sont de plus en plus vulnérables car la sécheresse et les inondations sont plus fréquentes et plus intenses dans de nombreuses régions, y compris les pays entourant la vallée du Rift, les plaines du Mozambique, du Sénégal et de la Gambie.

## Stratégies africaines de sécurité alimentaire et d'adaptation au changement climatique
De nombreuses mesures d'adaptation sont mises en œuvre en Afrique pour atténuer l'impact du changement climatique sur la sécurité alimentaire. Parmi les stratégies les plus cruciales figure le développement et l'adoption de techniques agricoles résilientes au climat. Cela implique l'utilisation de cultures résistantes à la sécheresse, l'amélioration de la conservation des sols et de l'eau et l'utilisation de la lutte antiparasitaire intégrée. De plus, la diversification des sources de revenus est une autre technique d'adaptation qui peut être employée. De nombreuses communautés africaines dépendent fortement d'une seule source de nourriture ou de bétail, ce qui les rend particulièrement vulnérables aux impacts du changement climatique. En diversifiant les sources de revenus, par exemple par le biais d'activités génératrices de revenus non agricoles, un amortisseur contre les chocs climatiques peut être créé. En outre, l'amélioration des méthodes de distribution et de stockage des aliments peut contribuer à réduire le gaspillage alimentaire et à accroître la disponibilité des aliments. Les agriculteurs peuvent investir dans des pratiques et des technologies résilientes au climat en ayant un meilleur accès au crédit et aux services financiers.
Les stratégies d'adaptation suivantes sont en cours d'élaboration par des individus, des groupes et des institutions pour atténuer les risques liés aux changements climatiques :
- Production agricole intelligente face au climat
- Diversification des sources de revenus et moyens de subsistance alternatifs
- Décentralisation du contrôle des ressources locales
- Sources d'énergie alternatives respectueuses de l'environnement
- Le développement des infrastructures
- Informations sur le climat
- Systèmes d'alerte précoce[8]
- Programme d'assurance